# تيرينس دوغلاس
تيرينس دوغلاس (بالهولندية: Terrence Douglas)‏ هو لاعب كرة قدم هولندي، ولد في 14 سبتمبر 2001. لعب مع أياكس أمستردام.

## وصلات خارجية
- تيرينس دوغلاس على موقع قاعدة بيانات كرة القدم.إي يو (الإنجليزية)
- تيرينس دوغلاس على موقع Soccerway.com (الإنجليزية)
- تيرينس دوغلاس على موقع عالم كرة القدم.نت (الإنجليزية)